# Licania sclerophylla
Licania sclerophylla là một loài thực vật có hoa trong họ Cám. Loài này được (Mart. ex Hook.f.) Fritsch mô tả khoa học đầu tiên năm 1889.